# Ґабріелла Пам
Ґабріелла Пам (англ. Gabriella Palm, 20 травня 1998) — австралійська ватерполістка.
Призерка Чемпіонату світу з водних видів спорту 2019 року.